# Freaky Friday (banda sonora)
En 2003, la película Freaky Friday incluyó una banda sonora que incluyó canciones de diversos artistas. El álbum se llamó una "mezcla" por allmusic, que citó específicamente American Hi-Fi "The Art of Losing", The Donnas "Backstage", de Andrew WK "She Is Beautiful", y de Joey Ramone "What a Wonderful World" como buena, y critica fuertemente el resto del álbum. El álbum fue certificado de oro y vendió más de 650.000 hasta la fecha.

## Lista de canciones
1. Lindsay Lohan - "Ultimate"
2. The Turtles / Simple plan - "Happy Together"
3. Lillix - "What I Like About You"
4. American Hi-Fi - "The Art Of Losing"
5. Forty Foot Echo - "Brand New Day"
6. Halo Friendlies - "Me Vs. The World"
7. Christina Vidal - "Take Me Away"
8. Chad Michael Murray - "...Baby one more time" (Intro)
9. Bowling for Soup - "…Baby One More Time"
10. The Donnas - "Backstage"
11. Andrew W.K. - "She Is Beautiful"
12. Diffuser - "I Wonder"
13. Lash - "Beauty Queen"
14. Ashlee Simpson - "Just Let Me Cry"
15. Joey Ramone - "What A Wonderful World"
16. Rolfe Kent - "Fortune Cookie?"